# Monodilepas
Monodilepas is een geslacht van weekdieren uit de klasse van de Gastropoda (slakken).

## Soorten
- Monodilepas annulata (Suter, 1917) †
- Monodilepas diemenensis Finlay, 1930
- Monodilepas monilifera (Hutton, 1873)
- Monodilepas otagoensis Finlay, 1930
- Monodilepas skinneri Finlay, 1928